# Allocapnia sandersoni
Allocapnia sandersoni is een steenvlieg uit de familie Capniidae. De wetenschappelijke naam van de soort is voor het eerst geldig gepubliceerd in 1952 door Ricker.